# Адам Лудвиг фон Блументал
Адам Лудвиг фон Блументал (на немски: Adam Ludwig Graf von Blumenthal; * 14 септември 1666 в Клеве; † 13 август 1704) е имперски граф (1701) от род Блументал и пруски камерхер.
Той е син на бранденбургския дипломат фрайхер Кристоф Каспар фон Блументал (1636 – 1689) и съпругата му фрайин Луиза Хедвиг фон Шверин (1644 – 1700), дъщеря на първия министър на Курфюрство Бранденбург Ото фон Шверин (1616 – 1679) и Елизабет София фон Шлабрендорф (1620 – 1656).
Адам Лудвиг фон Блументал е издигнат през 1701 г. на имперски граф. Той умира на 38 години на 13 август 1704 г.

## Фамилия
Адам Лудвиг фон Блументал се жени за София Вилхелмина фон Шьонинг (* 18 май 1686 в Берлин; † 17 ноември 1730, Витмансдорф), дъщеря на генерал и фелдмаршал Ханс Адам фон Шьонинг (1641 – 1696) и Йохана Маргарета Луиза фон Пьолниц (1641 – 1698). Те имат една дъщеря:
- Шарлота фон Блументал (* 10 април 1701; † 28 септември 1761, Берлин), омъжена на 31 октомври 1720 г. за пруския генерал-лейтенант граф Александер фон Дьонхоф (* 9 февруари 1683, Кьонигсберг, Прусия; † 9 октомври 1742, Берлин)

Вдовицата му София Вилхелмина фон Шьонинг се омъжва втори път през 1706 г. за Зигмунд фон Ерлах (* 19 март 1671, Берн ; † 30 декември 1722, Берлин), дворцов маршал на курсюрст Фридрих III фон Бранденбург.